# Ogginoggen
|  | Denne artikel er oprettet af botten PalnaBot ud fra en ekstern database. Den kan derfor have sproglige fejl eller mangler. Denne skabelon kan fjernes efter kontrol af indholdet. |

Ogginoggen er en børnefilm instrueret af Jesper W. Nielsen efter manuskript af Anker Li.

## Handling
Ida har en slyngveninde, og sammen kaster de nysgerrige og forargede øjne på voksenlivets mildt pirrende parløb. Det er lidt ulækkert det dér med drenge, og Ogginoggen, der er Idas faste dansepartner på mormors danseskole, er i hvert fald klam. Men på dansegulvet skal slaget stå, og Ida må igennem hele følelsesregistret af løgne, jalousi og modstræbende forelskelse. Et moderne eventyr om uskyldstab og gryende erkendelse. Filmen er tredje, selvstændige del af en trilogi om søskendeparret Ida og Skrubsak. De to andre film er "Buldermanden" og "Lykkefanten". "Ogginoggen" udgør i øvrigt anden del af spillefilmen "Forbudt for børn".